# Pobladura de Luna
Pobladura de Luna es una localidad del municipio leonés de Sena de Luna, en la Comunidad Autónoma de Castilla y León. El pueblo se encuentra en el centro del municipio, cercano al embalse de los Barrios de Luna. Se accede a la localidad a través de la carretera CL-626.
La iglesia está dedicada a santa María.

## Localidades limítrofes
Confina con las siguientes localidades:
- Al noreste y al este, al otro lado del Pico Cabachín, con Robledo de Caldas y La Vega de Robledo, respectivamente.
- Al suroeste con Abelgas de Luna.
- Al oeste con Sena de Luna, cabecera del municipio.

## Demografía
Evolución de la población
| Gráfica de evolución demográfica de Pobladura de Luna entre 2000 y 2017 |
|                                                                         |
| Población de derecho (2000-2017) según el padrón municipal del INE      |

## Historia
Así se describe a Pobladura de Luna en el tomo XIII del Diccionario geográfico-estadístico-histórico de España y sus posesiones de Ultramar, obra impulsada por Pascual Madoz a mediados del siglo XIX:

Lugar en la provincia de León, partido judicial de Murias de Paredes, diócesis de Oviedo, audiencia territorial y capitanía general de Valladolid, ayuntamiento de Láncara. Situado cerca del río Luna; su clima es frío, pero sano. Tiene 29 casas; escuela de primeras letras por temporada; iglesia parroquial (Santa María) servida por un cura de ingreso y patronato laical, y buenas aguas potables. Confina con término de Sena, Láncara y Robledo. El terreno es de mediana calidad, y le fertilizan las aguas del Luna. Los caminos dirigen a los pueblos limítrofes. Producciones: granos, legumbres, lino y pastos; cría ganados, caza de varios animales y pesca de truchas y anguilas. Población: 29 vecinos, 109 almas. Contribución: con el ayuntamiento.
Diccionario geográfico-estadístico-histórico de España y sus posesiones de Ultramar